# اس‌اس مریونس
اس‌اس مریونس (به انگلیسی: SS Meriones) یک کشتی بود که طول آن ۴۵۵ فوت (۱۳۹ متر) بود. این کشتی در سال ۱۹۲۲ ساخته شد.